# Lara Gut-Behrami
Lara Gut (27 d'abril de 1991, Sorengo del Cantó del Tesino, Suïssa), és una esquiadora que ha guanyat 3 medalles olímpiques (1 d'or i 2 de bronze), 5 medalles al Campionat del Món (3 de plata i 2 de bronze), 1 General de la Copa del Món (i 2 Copes del Món en disciplina d'esquí de supergegant) i té 23 victòries a la Copa del Món d'Esquí Alpí (amb un total de 42 podis).
En els Jocs Olímpics d'Hivern de 2022, celebrats a Pequín, va guanyar la medalla d'or en esquí de supergegant i la de bronze en el gegant.